# Joyride (album, Roxette)
Joyride je třetí studiové album švédské skupiny Roxette, které vyšlo 28. března 1991 pod EMI. Po velkém úspěchu singlu "It Must Have Been Love" a enormně vysokém prodeji jejich předchozího alba Look Sharp! se stalo album úspěšným, přičemž z něj byl vydán velmi úspěšný singl "Joyride".

## Informace o albu
Z alba byly jako singly vydané skladby "Joyride", "Fading Like a Flower", "The Big L.", "Spending My Time" a "Church of Your Heart". Původní nahrávka "Soul Deep" (více syntezátorového a méně kytarového zvuku) pochází z debutového alba Pearls of Passion. Singl "Joyride" je čtvrtým a zároveň posledním singlem, který se v americkém žebříčku umístil na 1. místě.
Ve Velké Británii byl v srpnu 1992 2× platinově certifikovaný přes BPI za více než 600 000 prodaných kopií, přičemž se v britském žebříčku udržel téměř rok. V USA album dosáhlo 12. místa v žebříčku Billboard 200 a v červenci 1991 bylo platinově certifikováno prostřednictvím RIAA. V USA se album v žebříčku udrželo více než rok, přičemž se prodalo 1,3 milionu kopií. V Argentině se stalo album nejprodávanějším anglickým albem (té doby) a prodalo se ho více než 400 000 kopií. Dodnes se alba celosvětově prodalo více než 11 milionů kopií.

## Seznam skladeb
Všechny skladby napsal a složil Per Gessle, není-li uvedeno jinak.
| Pořadí         | Název                                           | Délka |
| -------------- | ----------------------------------------------- | ----- |
| 1.             | Joyride                                         | 4:26  |
| 2.             | Hotblooded (Hudba: Marie Fredriksson & Gessle)  | 3:20  |
| 3.             | Fading Like a Flower (Every Time You Leave)     | 3:55  |
| 4.             | Knockin’ on Every Door                          | 3:58  |
| 5.             | Spending My Time (Hudba: Mats Persson & Gessle) | 4:38  |
| 6.             | I Remember You                                  | 3:56  |
| 7.             | Watercolours in the Rain (Hudba: Fredriksson)   | 3:43  |
| 8.             | The Big L.                                      | 4:28  |
| 9.             | Soul Deep                                       | 3:37  |
| 10.            | (Do You Get) Excited? (Hudba: Persson & Gessle) | 4:19  |
| 11.            | Church of Your Heart                            | 3:18  |
| 12.            | Small Talk                                      | 3:56  |
| 13.            | Physical Fascination                            | 3:30  |
| 14.            | Things Will Never Be the Same                   | 4:28  |
| 15.            | Perfect Day (Hudba: Persson & Gessle)           | 4:05  |
| Celková délka: | Celková délka:                                  | 59:12 |

## Sestava
- Zpěv – Per Gessle a Marie Fredriksson
- Texty – Per Gessle ve všech skladbách
- Hudba – Per Gessle, kromě následujících:
  - "Hotblooded": hudba od Marie Fredriksson a Pera Gessleho
  - "Spending My Time", "(Do You Get) Excited?" A "Perfect Day": hudba od Pera Gessleho a Matse "MP" Perssona
  - "Watercolours in the Rain": hudba od Marie Fredriksson
- Klávesy, programování, koncertní křídlo, barel varhany, a Hammondov vyrahany – Clarence Öfwerman
- Programování a basová kytara – Anders Herrlin
- Šesti- & amp; dvanáct-strunné elektrobické kytary, šesti a dvanáctistrunné akustické kytary, slide kytara, mandolína – Jonas Isacsson
- Další bicí a hi-hat činely – Pelle Alsing
- Další doprovodný zpěv – Staffan Öfwerman

- Produkce a aranžování – Clarence Öfwerman

Všechny skladby publikované přes Jimmy Fun Music, kromě "Hotblooded" a "Watercolours in the Rain" (Jimmy Fun Music / Shock the Music) a "Soul Deep" (Happy Accident Music).

## Pozice v žebříčcích
| Země           | Pozice | Certifikace |
| -------------- | ------ | ----------- |
| Argentina      |        | 6× Platina  |
| Austrálie      | 2      | 2× Platina  |
| Rakousko       | 1      | 3× Platina  |
| Kanada         | 1      | 5× Platina  |
| Finsko         |        | 2× Platina  |
| Německo        | 1      | 7× Zlato    |
| Maďarsko       | 4      |             |
| Nový Zéland    | 4      | Platina     |
| Norsko         | 1      |             |
| Španělsko      |        | 2× Platina  |
| Švédsko        | 1      | 6× Platina  |
| Švýcarsko      | 1      | 4× Platina  |
| Velká Británie | 2      | 2× Platina  |
| USA            | 12     | Platina     |